# Шидлауски, Герхард
Герхард Шидлауски (нем. Gerhard Schiedlausky; 14 января 1906, Берлин, Германская империя — 3 мая 1947, Хамельн, британская зона оккупации Германии) — немецкий врач, гауптштурмфюрер СС, главный врач концлагерей Равенсбрюк и Бухенвальд.

## Биография
Герхард Шидлауски родился 14 января 1906 года в Берлине. Посещал реальное училище и после сдачи экзаменов на аттестат зрелости изучал медицину в Берлине и Инсбруке. В 1931 году сдал государственный экзамен. В 1933 году сдал кандидатский экзамен. В декабре 1934 года женился, в браке родилось 5 детей. Впоследствии открыл медицинскую практику.
1 сентября 1931 года вступил в НСДАП (билет № 617194). В декабре 1932 году был зачислен в ряды СС (№ 213323), однако в июле 1933 года покинул организацию. В это время поступил на службу в полицию в качестве медицинского эксперта и как член полиции должен был покинуть СС. Шидлауски продолжал службу в полиции до 31 марта 1934 года. Из-за нового постановления, согласно которому он должен был носить полицейскую форму или носить оружие даже в качестве врача, он покинул службу в полиции, согласно его собственным показаниям. До 1939 года Шидлауски занимался врачебной практикой, но уже в 1936 году снова вновь вступил в СС. В октябре 1939 года в звании унтершарфюрера СС был призван в Войска СС и отправлен в иммиграционный центр в Позене, который занимался переселением немцев из балтийских стран. С 1 августа 1940 по 15 января 1941 года служил в инспекции концлагерей. В январе 1941 года в звании унтерштурмфюрера СС проходил военную подготовку в Гамбурге в частях усиления СС «Германия» и трёхмесячный врачебный курс. В апреле 1941 года был переведён в концлагерь Маутхаузен. В октябре 1941 года был переведён в концлагерь Флоссенбюрг, где был войсковым и лагерным врачом. С 18 декабря 1941 года работал в концлагере Равенсбрюк, где участвовал в медицинских экспериментах по изучению сульфаниламида под руководством профессора Карла Гебхардта. До августа 1943 года был главным врачом лагеря. Свидетели заявляли, что он плохо обращался с женщинами и оскорблял их во время так называемых исследований. Он также был тем, кто запрашивал у коменданта лагеря заключенных, необходимых для экспериментов. По показаниям Шидлауски, женщины лагеря были приговорены к смерти. В середине августа 1943 года был переведён в концлагерь Нацвейлер, где оставался до октября 1943 года, когда он был откомандирован в концлагерь Бухенвальд. До апреля 1945 года был главным врачом концлагеря Бухенвальд. Там участвовал в экспериментах по «излечению» гомосексуальности.
Перед окончанием войны попал в американский плен. В начале июня 1946 года был заслушан в качестве свидетеля в Нюрнберге и на Бухенвальдском процессе. В рамках первого Равенсбрюккского процесса в Гамбурге был передан британскому военному трибуналу. Сам Шидлауски в свою защиту представил себя как «невольного врача», который также был ограниченно годен к службе из-за хронического заболевания уха. 3 февраля 1947 года был приговорён к смертной казни через повешение. Мать и жена Шидлауски подали прошения о помиловании на том основании, что он был «хорошим врачом» и поэтому не мог совершить деяний, в которых его обвиняли. Ходатайства были отклонены, и после утверждения приговора 31 марта 1947 года Шидлауски был переведен в тюрьму Хамельна, где был казнен в 9 утра 3 мая 1947 года.